# August Wilke
August Wilke (* 1827 oder 1828; † 19. Januar 1896 in Braunschweig) war ein deutscher Schlossermeister und Fabrikant. Die von ihm gegründeten Wilke-Werke in Braunschweig bestanden bis zum Jahr 1978.

## Leben
August Wilke wurde 1827 oder 1828 geboren. Der gelernte Schlossermeister gründete 1856 im Haus Wüsteworth in Braunschweig mit einem Gehilfen eine Schlosserei. Aus der kleinen Blechbearbeitungswerkstatt entstand in den nächsten Jahren ein ansehnliches Unternehmen. Aus Platzgründen erfolgte 1859 der Umzug zum Hof von Bayern, bevor 1862 ein eigenes Haus an der Güldenstraße bezogen wurde. Ab 1865 befand sich der neue Standort in der Industrieregion im Westen der Stadt Braunschweig an der Frankfurter Straße. Wilhelm Kemmer trat 1868 in die Firma ein, die nunmehr den Namen A. Wilke & Comp., Maschinenfabrik Braunschweig trug. Im Jahr 1874 beschäftigte das Unternehmen 100 Mitarbeiter. Die Produktpalette umfasste Dampfkessel, Gasbehälter und andere Blecharbeiten, vorwiegend für die aufstrebende Zuckerindustrie. Daneben fertigte das Unternehmen eiserne Dächer und Brücken. Die erste Eisenbahnbrücke wurde 1864 gebaut.
Zur Überwindung finanzieller Probleme wandelte Wilke sein Unternehmen 1881 in eine AG um, an der die Braunschweigische Kreditanstalt, das Braunschweiger Bankhaus Nathalion und die Firma Schulz-Knaudt, Essen, beteiligt waren. Der Name wurde geändert in Dampfkessel- und Gasometerfabrik, vormals A. Wilke & Co. Den ersten Vorstand bildeten August Wilke, Adolf Pfeifer und Wilhelm Kemmer. Die ersten Jahre der neu gegründeten AG fielen in die Zeit der „Zuckerkrise“, so dass Bestellungen aus der Zuckerindustrie drastisch zurückgingen. Es lagen jedoch Aufträge für Dampfkessel vor, weiterhin wurde 1885 die eiserne Dachkonstruktion des Frankfurter Bahnhofs gefertigt sowie im selben Jahr eine Kanalbrücke in Ostfriesland. Die Erzeugnisse wurden auch in das Ausland geliefert. Maschinen für die Blechbearbeitung wurden nach Frankreich, Russland und Skandinavien geliefert, große Gasometer wurden nach Brasilien und Chile verkauft. Mit der Besserung der wirtschaftlichen Verhältnisse in der Eisen- und Zuckerindustrie nahm auch das Unternehmen ab 1887 einen neuen Aufschwung. August Wilke war allerdings bereits 1884 aus der Firma ausgeschieden, um auf dem Nachbargrundstück eine neue Firma zu gründen, die A. Wilke-Maschinenfabrik. Diese neue Maschinen- und Dampfkesselfabrik beschäftigte im Jahr 1892 50 Arbeiter, stellte jedoch einige Jahre nach Wilkes Tod den Betrieb ein. Das erste von ihm gegründete Unternehmen bestand hingegen bis zum Konkurs im Jahr 1978.
August Wilke war verheiratet mit Auguste, geb. Rieke († 1901). Er wurde trotz großer wirtschaftlicher Erfolge als biederer Mann beschrieben, der der Schlosser-Innung treu blieb und 1876 den Vorsitz im Bürgerverein übernahm. Er war 25 Jahre als Vorstandsmitglied in der Michaelisgemeinde tätig. 1871 wurde er Mitglied des Vereins Deutscher Ingenieure. Wilke starb im Januar 1896 in Braunschweig.